# جاي جاي ليتو
جاي جاي ليتو (بالفنلندية: Jyrki Järvilehto)‏ مواليد 31 يناير 1966 في إسبو، هو سائق فورملا 1 فنلندي سابق بدأ مسيرته الاحترافية سنة 1989. كان أول سباق له هو جائزة البرتغال الكبرى 1989. خاض خلال مسيرته 70 سباقاً.

## سباقات شارك فيها
- لو مان 24 ساعة
- بطولة العالم للسيارات الرياضية
- البطولة الأمريكية لسباق السيارات
- بطولة فورمولا 3 البريطانية

## روابط خارجية
- جاي جاي ليتو على موقع IMDb (الإنجليزية)